# Halammohydra intermedium
Halammohydra intermedium är en nässeldjursart som beskrevs av Rao 1993. Halammohydra intermedium ingår i släktet Halammohydra och familjen Halammohydridae. Inga underarter finns listade i Catalogue of Life.